# Bacdafucup: Part II
Bacdafucup: Part II — четвёртый студийный альбом американской хардкор-рэп-группы Onyx, выпущенный 9 июля 2002 года на лейбле Koch Records. Альбом был спродюсирован Davinci, DR Period, Havoc, Self, Ant Boogie, Co-Stars, Scott Storch. В записи альбома приняли участие X1, Still Livin', Versatile, Platinum Plus, Felisa Marisol.
Bacdafucup: Part II дебютировал под номером 46 в чарте Billboard 200, под номером 11 в чарте Top R&B/Hip Hop Albums и под номером 2 в чарте Top Independent Albums в американском журнале Billboard.

## Об альбоме
Bacdafucup: Part II — первый альбом, выпущенный Onyx после того, как группа покинула лейбл Def Jam. Группа вернулась после того, как Sticky Fingaz, Fredro Starr и Sonny Seeza взяли перерыв, чтобы сделать сольные альбомы и стать звёздами кино. Группа заключила сделку с Koch Records на выпуск одного альбома и вернулась с сиквелом к их очень успешному дебютному альбому Bacdafucup. Onyx воссоединился для Bacdafucup: Part II. Даже обложка альбома перекликается с дебютной работой, хотя на новом альбоме представлены только три оставшихся участника Onyx. Альбом, состоящий из 12 новых треков, включал возвращение к самому большому хиту группы с песней «Slam Harder», спродюсированной DR Period, который использовал сэмпл песни из телешоу «Добро пожаловать назад, Коттер», чтобы представить песню и обеспечить мелодию повсюду. Тем не менее, «Slam Harder» подвергся цензуре на альбоме, когда остальная часть альбома осталась откровенной. Песня «Feel Me» была записана в ночь 11 сентября 2001 года и посвящена событиям, произошедшим в тот день в США.
Havoc из Mobb Deep и X1 гости на новом альбоме, вносящие свой вклад в динамичный «Hold Up». Среди других песен ода женщинам «She’s Straight Gangster» (с англ. — «Она — настоящий гангстер») и «Gun Clap Music» (с англ. — «Стреляющая из оружия музыка»), в которой трио отдаёт дань уважения трём своим умершим героям хип-хопа — Fredro Starr изобличает стиль The Notorious B.I.G., Sonny Seeza рифмует как Big Pun, а Sticky Fingaz предлагает куплет в стиле 2Pac. «Мы возвращаем рэп на улицы», — сказал Фингаз в заявлении о новом альбоме. «Многие вещи, которые в настоящее время транслируются по радио, покрыты конфетами. Я буду слушать радио, и я хочу услышать там жёсткие песни, которых сейчас там нет».
Многие артисты и поклонники ссылаются на недостаток креативности в связи с недавним перенасыщением скучных рэп-альбомов. Onyx винит что-то другое: недостаток энергии. С выпуском Bacdaf--up: Part 2, который выйдет в июне, Onyx хотят доказать, что они всё ещё короли хардкор грязи. После относительно тёплой реакции на дебютные сольные альбомы Старра (Firestarr 2001 года) и Фингаза (Black Trash 2001 года), у группы появилось множество мотивов, чтобы прийти с очередной партией непреодолимой музыкальной ярости. «Прямо сейчас игра состоит из множества MC, которые не фокусируются на энергии на улицах», — сказал Фредро Старр, к которому в Onyx присоединились Sticky Fingaz и Sonee Seeza. «Это то, что мы возвращаем: улицы и энергия. В последнее время я ходил на несколько рэп-шоу, и я не впечатлён. Это похоже на то, что люди ленивы. Люди просто запрограммированы слышать свой голос, поэтому они вялые. Мы сейчас в окопах. Нам предстоит многое доказать».

## Синглы
Было выпущено 4 сингла в поддержку выхода альбома: «Hold Up», «Big Trucks/Bring 'Em Out Dead», «Slam Harder/Hold Up» и «Slam Harder/Bring 'Em Out Dead»

## Приём критиков
Bacdafucup: Part II появился спустя десятилетие, и страсть и энергия, стоящие за ним, были не настолько верными, как это было в начале 1990-х годов. Группа Onyx утверждает, что она вернулась, но не в том виде, в котором мы ожидали. Они должны были подумать над названием альбома до того, как он был выпущен, потому что с этим названием у многих были большие надежды, он даже близко не подошёл к тому, чтобы быть полной пародией дебютного альбома. Является ли этот альбом коммерческим? Больше, чем можно ожидать. Этот альбом получил ужасные отзывы критиков и поклонников группы. После невероятного сольного альбома Sticky Fingaz или последнего очень плотного альбома Onyx, Shut ’Em Down, этот альбом кажется несколько ленивым и небрежным.

## Публикации в изданиях
В 2012 году в российской версии журнала GQ рэпер Влади прокомментировал выбор любимых дисков Макса Коржа, среди которых оказался альбом Onyx Bacdafucup: Part II.
В 2013 году журнал Complex поместил альбом в свой список История рэп-альбомов-сиквелов.
В 2015 году газета LA Weekly поместила альбом в их список 20 лучших рэп-альбомов-сиквелов всех времён.
| Издание   | Страна | Похвала                                  | Год  | Позиция |
| --------- | ------ | ---------------------------------------- | ---- | ------- |
| GQ        | Россия | ВЫБОР МАКСА КОРЖА: ОЦЕНКА ВЛАДИ          | 2012 | *       |
| Complex   | США    | A History of Rap Album Sequels           | 2013 | *       |
| LA Weekly | США    | The Top 20 Rap Album Sequels of All Time | 2015 | 19      |

## Список композиций
| #   | Название             | Участвующие гости | Продюсер(ы)  | Семпл(ы)                                  | Длительность |
| --- | -------------------- | ----------------- | ------------ | ----------------------------------------- | ------------ |
| 01. | «What’s Onyx»        |                   | Davinci      |                                           | 2:57         |
| 02. | «Bring 'Em Out Dead» |                   | DR Period    |                                           | 3:44         |
| 03. | «Slam Harder»        | Versatile         | DR Period    | - «Welcome Back» by John Sebastian (1976) | 4:38         |
| 04. | «Hold Up»            | X1                | Havoc        |                                           | 4:03         |
| 05. | «Bang 2 Dis»         |                   | Davinci      |                                           | 4:06         |
| 06. | «Gangsta»            | X1, Platinum Plus | DR Period    |                                           | 4:19         |
| 07. | «Hood Beef»          | X1, Still Livin'  | Self         |                                           | 3:40         |
| 08. | «Big Trucks»         |                   | DR Period    |                                           | 4:58         |
| 09. | «Clap And Rob 'Em»   | Versatile         | Ant Boogie   | - «Rockin' Robin» by Bobby Day (1958)     | 3:15         |
| 10. | «Onyx Is Back»       | Felisa Marisol    | CoStars      | - «Fat Boys Are Back» by Fat Boys (1985)  | 3:32         |
| 11. | «Feel Me»            |                   | Davinci      |                                           | 5:32         |
| 12. | «Wet The Club»       |                   | Scott Storch |                                           | 4:14         |

### Бонусные треки американского издания
1. «Hold Up (DJ Infinite Mix)» — 3:54
2. «V-12» (Produced by Davinci) — 4:01

### Бонусные треки японского издания
1. «Hold Up (Remix)» — 3:54

## Участники записи
Участники записи для альбома Bacdafucup: Part II взяты из AllMusic и CD буклета.
- Оникс — исполнитель, вокал
- Фредро Старр — исполнитель, вокал, исполнительный продюсер
- Стики Фингаз — исполнитель, вокал, исполнительный продюсер
- Сонни Сиза — исполнитель, вокал
- Omar «Iceman» Sharif — исполнительный продюсер, A&R менеджер («What’s Onyx»)
- X1 — приглашённый артист
- Still Livin' — приглашённый артист
- Versatile — приглашённый артист
- Platinum Plus — приглашённый артист
- Felisa Marisol — приглашённый артист
- Kurtis Blow — композитор
- Mark Morales — композитор
- John Sebastian — композитор
- Damon Wimbley — композитор
- Davinci — продюсер
- DR Period — продюсер
- Havoc — продюсер
- Self — продюсер
- Ant Boogie — продюсер
- Co-Stars — продюсер
- Scott Storch — продюсер
- Hector Delgado — инженер звукозаписи, сведение
- Cliff Cultreri — сведение, мастеринг, A&R менеджер
- Clarence «Raider» Dorsey (also known as Clay Da Raider) — A&R менеджер («Slam Harder»)
- Jeff Chenault — арт-дирекция, дизайн
- Michael Waring — фотограф

## Чарты

### Еженедельные чарты
| Чарт (2002)                            | Высшая позиция |
| -------------------------------------- | -------------- |
| США (Billboard 200)                    | 46             |
| США (Billboard Top R&B/Hip-Hop Albums) | 11             |
| США (Billboard Independent Albums)     | 2              |
| Германия (Offizielle Top 100)          | 66             |